# Matsudaira Ietada (Fukōzu)
Matsudaira Ietada (松平 家忠?; 1555 – 8 settembre 1600), conosciuto anche come Matsudaira Tomomo no Suke, fu un samurai e successivamente daimyō giapponese del periodo Sengoku.

## Biografia
Ietada era il figlio maggiore di Matsudaira Koretada, che era il capo del ramo di Fukōzu del clan Matsudaira. Ietada servì Tokugawa Ieyasu fin dalla giovane età.
Combatté in molte delle campagne di Ieyasu incluse Anegawa (1570), Mikatagahara (1573) dove comandò l'ala sinistra dello schieramento, Nagashino (1575) e la campagna di Komaki (1584). Gli venne affidata la custodia di Matsudaira Tadayoshi e nel 1590 Ietada ottenne come ricompensa il dominio di Ōshi (100.000 koku) nella provincia di Musashi. Fu trasferito nel dominio di Kashira nel 1592 e successivamente nel dominio di Omigawa nel 1594. Nel 1599 gli fu dato il comando del castello di Fushimi vicino a Kyoto. Fu ucciso combattendo contro Ishida Mitsunari nella battaglia di Sekigahara nel 1600. 
Molto noto in Giappone è il suo diario, Ietada nikki (家 忠 日記), che scrisse durante un intervallo di 17 anni tra il 1575 e l'agosto 1594.